# Anegada
Anegada est une île de l'archipel des îles Vierges britanniques. Sa population était de 204 habitants en 2003. Son nom signifie en espagnol « noyée ». L'île est la plus orientale des îles Vierges mais aussi des Grandes Antilles.

## Géographie
Contrairement aux autres îles Vierges, Anegada est un atoll surélevé de 19 km de long sur un peu moins de 5 km de large, avec un point culminant à 8 mètres. De magnifiques plages bordent l'île et les barrières de corail du HorseShoe Reef et d'Anegada Reef constituent l'habitat d'une faune et d'une flore marine variées et abondantes.
La physionomie de cette île calcaire est totalement différente du reste de l'archipel britannique, d'origine volcanique. Cet atoll à fleur d'eau est couvert de palétuviers et d'un fouillis d'arbustes constituant un bush. Jusqu'au début du XXe siècle, des milliers de flamants roses des Caraïbes s'ébattaient dans les marais salants qui constellent l'ouest de l'île. Chassés pour leur viande et leurs plumes, ces oiseaux avaient totalement disparu en 1950. Mais en 1992, le National Parks Trust des îles Vierges y a réintroduit quelques dizaines d'individus qui, depuis, se sont multipliés. L'institution mène également un programme de protection des iguanes antillais, une espèce classée et en danger.

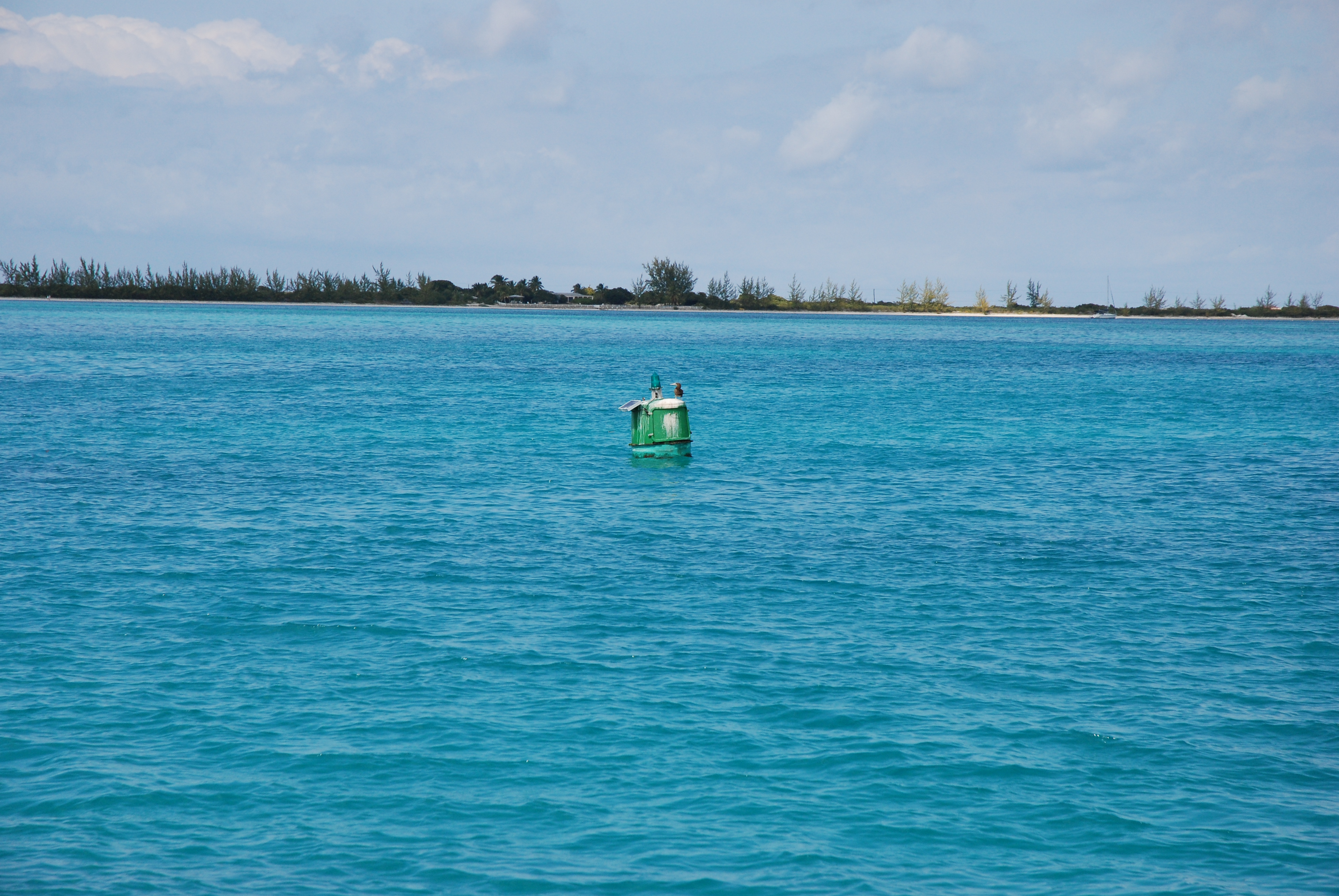
Vue d'Anegada